# نورتوی (آلاسکا)
نورتوی (به انگلیسی: Northway) یک منطقهٔ مسکونی در ایالات متحده آمریکا است که در حوزه اخذ رای فیربانک جنوب شرقی واقع شده‌است. نورتوی ۵۴٫۲ کیلومتر مربع مساحت و ۷۱ نفر جمعیت دارد و ۵۲۱ متر بالاتر از سطح دریا واقع شده‌است.